# Peeter Panksep
Peeter Panksep (auch Panksepp; * 2. Apriljul. / 14. April 1898greg. in Kodijärve, in der damaligen Landgemeinde Unipiha, heute im Kreis Tartu, Estland; † 1. August 1970 in Montreal, Kanada) war ein estnischer Journalist und Politiker. Mit der sowjetischen Besetzung Estlands und seiner Flucht aus Estland war er lange Jahre Mitglied der estnischen Exilregierung.

## Leben

### Frühe Jahre
Peeter Panksep wurde als Sohn des Landwirts Johan Panksep (1864–1939) und dessen Ehefrau Leena-Caroline Panksep (geb. Riives) im damals zum Zarenreich gehörenden Livland geboren. Von 1918 bis 1920 nahm er als Freiwilliger am Estnischen Freiheitskrieg gegen Sowjetrussland teil.
Panksep schloss 1928 das Abendgymnasium in Tartu ab. Er studierte anschließend von 1928 bis 1942 an der Rechtswissenschaftlichen Fakultät der Universität Tartu. Sein Studium schloss er 1942 mit einer Arbeit zum Erbrecht ab. 1943/1944 schloss sich ein Studium an der Philosophischen Fakultät der Universität an.

### Estland
Zwölf Jahre lang war Panksep Vorsitzender des 1920 offiziell gegründeten Estnischen Vereins der Hauseigentümer Tartu (Tartu Eesti Majaomanike Selts). Daneben war er als Abteilungsleiter bei einer Versicherung beschäftigt. Ab 1925 arbeitete er in der Redaktion der Tartuer Zeitung Postimees. 1939 wurde Panksep in den Stadtrat von Tartu gewählt.

### Exil
Während des Zweiten Weltkriegs floh Panksep vor der sowjetischen Besetzung des Landes zunächst nach Deutschland. Als Flüchtling lebte er in Detmold. Anschließend ließ er sich in Kanada nieder. Dort engagierte er sich stark in exilestnischen Kreisen und Vereinigungen.
Ab dem 10. September 1956 war Pankep Minister der estnischen Exilregierung im Kabinett Sikkar. Vom 1. Januar 1962 bis zum 1. März 1964 war er Minister im Kabinett Warma und vom 1. März 1964 bis zu seinem Tod am 1. August 1970 estnischer Justizminister im Exil im Kabinett Kint.
Panksep starb im Alter von 72 Jahren im kanadischen Montreal. Er liegt auf dem Friedhof Mont-Royal begraben.